# Трук (народ)
Трук — микронезийский народ, коренное население острова Трук и других в группе Каролинских островов. Численность — 50 тыс. человек. Язык — трукский язык, микронезийской подветви австронезийской семьи языков. Имеет несколько диалектов, образующих непрерывную цепь («трукская цепь диалектов»). Религия — христианство, сохраняются традиционные верования. Родственны маршалльцам, тубуайцам, чаморро и гавайцам.

## Хозяйство
Занятия — рыболовство, собирание морепродуктов, земледелие. Культуры — ямс, таро, кокосовая пальма, характерные для всей Микронезии. Известно использование железа. Важную роль играет экспорт копры.
Тип жилища, одежда, питание — также характерны для всей Микронезии.

## Социальное устройство
Общество состоит из 40 матрилинейных тотемных родов (эйнангов). Члены эйнанга, расселяясь, сохраняют традиционные связи, обычаи гостеприимства.

## Традиционные верования
По поверьям, предки трукцев, сошли с кокосовых пальм. Другой вариант: они восходят к прародительнице, прибывшей с острова Ачау (вероятно, нынешний Кусаие).
Трукцы исповедуют культы духов ану и предков. У них есть группы жрецов, колдунов, знахарей, прорицателей.